# Digimon Adventure 02: The Beginning
Série
Digimon Adventure: Last Evolution Kizuna
Pour plus de détails, voir Fiche technique et Distribution.
Digimon Adventure 02: The Beginning (デジモンアドベンチャー02 THE BEGINNING, Dejimon Adobenchā Zero Tsū: Za Biginingu) est un film d'animation réalisé par Tomohisa Taguchi et écrit par Akatsuki Yamatoya d'après la franchise Digimon d'Akiyoshi Hongo. Produit par Toei Animation, animé par Yumeta Company, et distribué par Toei Company, The Beginning est une suite de Digimon Adventure: Last Evolution Kizuna (2020) et sert de fin à l'histoire de Digimon Adventure 02. The Beginning sort pour la première fois le 5 octobre 2023 à Shinjuku Wald 9, puis dans les cinémas japonais le 27 octobre,.
Le film débute deux ans après la bataille contre Eosmon, Davis Motomiya, Ken Ichijouji, Yolei Inoue, Cody Hida, T.K. Takaishi et Kari Kamiya rencontrent un garçon nommé Lui Ohwada, qui a été trouvé avec un digivice dépourvu de pouvoirs et qui prétend être le premier digisauveur de l'histoire. De plus, un digimon nommé Ukkomon apparaît dans le monde réel et souhaite que chaque personne dans le monde ait son propre partenaire digimon.
Le 5 octobre, plusieurs cinémas aux États-Unis annoncent qu'ils sortiraient un doublage en anglais du film le 8 novembre.

## Synopsis
En 2012, un digi-œuf géant apparaît au-dessus de Tokyo, transmettant un message mystérieux qui souhaite que chaque personne sur Terre ait un ami digimon. Les digisauveurs d'Adventure 02 rencontrent Lui Ohwada, qui prétend être le premier enfant élu et tente d'atteindre le digi-œuf. Alors qu'ils aident Lui, Davis, Ken et leurs digimon tombent accidentellement à travers le digi-œuf et sont transportés en 1996. Ils assistent à la découverte d'un digi-œuf par un Lui plus jeune, maltraité par sa mère. Lui, le plus âgé, tente de l'en empêcher, mais ils sont ramenés dans le présent.
Lui partage l'histoire de sa vie avec les digisauveurs. Le digi-œuf qu'il a rencontré dans le passé donne naissance à Ukkomon, un digimon capable d'exaucer les souhaits, qui lui offre le tout premier digivice. Au fil des ans, Ukkomon a manipulé les parents et les voisins de Lui pour qu'ils le traitent avec gentillesse. Cependant, Lui finit par apprendre que son souhait avait conduit à l'augmentation du nombre d'autres digisauveurs qui risquaient leur vie dans des batailles aux côtés de leurs partenaires digimon, à son grand effroi. Lui confronta Ukkomon, mais le digimon déclare innocemment que tout avait été fait pour le bonheur de Lui. Lui se blesse accidentellement à l'œil droit sous l'effet de la colère, et Ukkomon lui donne son propre œil en guise de remplacement. Lui, mentalement instable, insulte violemment Ukkomon, ce qui fait fondre et disparaître le digimon.
De nos jours, le digi-œuf éclot et devient un Ukkomon géant, qui réapparaît pour offrir à Lui un cadeau d'anniversaire qui forcera chaque humain de la Terre à devenir un digimon, plongeant ainsi la société dans le chaos. Les digisauveurs prévoient d'arrêter Ukkomon mais hésitent après que T.K. se soit inquiété du fait que le vaincre pourrait annuler les relations avec leurs propres digimon. Davis et Veemon les convainquent que leurs relations se sont développées naturellement et n'ont pas été forcées. Lui décide de rencontrer Ukkomon et, avec l'aide des digisauveurs, atteint le digimon géant. Lui résout les problèmes avec sa mère et son jeune moi, confronte Ukkomon sur leurs vrais sentiments, et promet de se réunir dans le futur avant que Lui ne demande aux digisauveurs de détruire Ukkomon. Après une courte bataille, Imperialdramon Mode Combattant détruit le géant Ukkomon, réduisant ce dernier à un petit digi-œuf tenu par Lui, qui perd l'œil qu'Ukkomon lui avait donné. Les digivices du monde entier commencent à disparaître, montrant que les digisauveurs et leurs digimon n'ont plus besoin d'un support pour se connecter les uns aux autres.
Dans la scène post-crédits, le digi-œuf de Lui commence à éclore.

## Production
Le film est annoncé pour la première fois en août 2021 comme prolongement de la série télévisée Digimon Adventure 02. Le réalisateur Tomohisa Taguchi et le scénariste Akatsuki Yamatoya se retrouvent après le dernier film, Digimon Adventure: Last Evolution Kizuna, pour travailler sur The Beginning. Le producteur Yōsuke Kinoshita a déclaré que le film tournerait autour des personnages de Digimon Adventure 02 plutôt que de ceux du premier anime, en raison de leur différence avec le casting original. Le premier visuel clé utilise la phrase « Je suis la première personne à s'associer à un Digimon » en référence au nouveau personnage interprété par Megumi Ogata ; « Je suis devenue la première enfant élue du monde ». Ogata, qui fait sa première apparition dans la série Digimon, fait confiance au réalisateur, en particulier dans les visuels qu'elle trouve saisissants. Ukkomon, joué par Rie Kugimiya, fait l'objet d'une confusion de la part de l'actrice, qui a remarqué que son nom avait un impact, mais trouve le design en forme d'ange attrayant. Le producteur Hiromi Seki souligne que la franchise impliquait différentes formes de relations. Ohwada est resté énigmatique pour le public, car le producteur et Taguchi ont proposé plusieurs rebondissements sur son rôle dans le film.
En juillet 2023, une nouvelle bande-annonce est diffusée avec une nouvelle ligne sur une « triste mais douce vérité derrière la naissance de digisauveur », les personnages principaux des deux séries télévisées. Dans le visuel principal, qui a été dévoilé en même temps que cette bande-annonce, les six « digisauveurs » se rassemblent sur fond d'innombrables boules numériques réparties sur la tour de Tokyo. L'équipe du nouveau film à venir dévoile quatre affiches de personnages le 11 septembre 2023 et utilise la musique de la série télévisée pour en faire la promotion ; Ashita wa Atashi no Kaze ga Fuku d'Ai Maeda. Taguchi met l'accent sur un thème différent au sein de The Beginning, qui fait que le film se distingue des autres : alors que Last Evolution Kizuna se concentre sur la fin des digisauveurs, The Beginning traite plutôt de leurs origines.